# Hemerobius chilensis
Hemerobius chilensis är en insektsart som beskrevs av Nakahara 1965. Hemerobius chilensis ingår i släktet Hemerobius och familjen florsländor. Inga underarter finns listade i Catalogue of Life.